# André Charpin
André Charpin, né en 1937, est un botaniste français.
Il a décrit et nommé plus de 30 taxons différents.
Il est docteur en sciences et conservateur au Conservatoire et jardin botanique de Genève. Il est membre de la Société botanique de France, en a été président.

## Publications
- Adélaïde L Stork et André Charpin, Tulipes sauvages et cultivées, Conservatoire et jardin botaniques de Genève, 1984, 185 p. (ISBN 978-2-8277-0313-5, OCLC 12935135, lire en ligne)
- André Charpin, Contribution à la chorologie des cormophytes de la Haute-Savoie (France), éditeur non identifié, 1976 (lire en ligne)
- André Charpin, Matériaux pour la flore des Alpes maritimes 2. 2., Conservatoire et Jardin Botaniques, 1988 (ISBN 978-2-8277-0057-8, OCLC 180633514, lire en ligne)
- André Charpin et Denis Jordan, Catalogue floristique de la Haute-Savoie, Société botanique de Genève, 1990, 383 p. (ISBN 978-2-8278-0103-9, OCLC 406764969, lire en ligne)